# Гіппеї
Гіппеї (грец. ἱππεύς, дос. «вершник») — назва аристократичної верхівки в Еретрії та деяких інших містах Стародавньої Греції. Великі власники шляхетного походження, чиїх статків вистачало на утримання коней, завдяки чому з них формувалася кіннота — ударна сила халкідського війська.
У Халкіді еретрійським гіппеям відповідали «гіппоботи» (дав.-гр. ῾Ιπποβόται), в Колофоні і Магнесії — «гіппотрофи» (грец. ἱπποτρόφοι), на Самосі і у Сіракузах — «геомори» («гамори», грец. γεωμόροι, γάμοροι), в Фівах — «спарти» (грец. σπαρτοί), в Афінах — «евпатриди» (грец. εὐπατρίδαι).
Всевладдю гіппеїв в Еретрії поклав край тиран Діагор.
Гіппеями також називали заможну верхівку сіракузької громади, що сформулася за часів тиранії Гелона та його наступників — на противагу старій аристократії, гаморам.